# Jagodina Black Hornets
Gli Jagodina Black Hornets sono una squadra di football americano di Jagodina, in Serbia, fondata nel 2013.

## Dettaglio stagioni

### Tackle

#### Tornei nazionali

##### Campionato

###### Prva Liga
| Stagione | regular season | regular season | regular season | regular season | regular season | regular season | playoff | playoff | playoff | playoff | playoff | playoff      | playoff               |
|          | Vin            | Par            | Per            | Tot            | PF             | PS             | Vin     | Per     | Tot     | PF      | PS      | risultato    | avversaria            |
| -------- | -------------- | -------------- | -------------- | -------------- | -------------- | -------------- | ------- | ------- | ------- | ------- | ------- | ------------ | --------------------- |
| 2018     | 4              | 0              | 3              | 7              | 228            | 183            | 0       | 1       | 1       | 34      | 36      | Wild Card    | Belgrade Blue Dragons |
| 2019     | 1              | 0              | 6              | 7              | 162            | 275            | -       | -       | -       | -       | -       | -            | -                     |
| 2020     | 2              | 0              | 3              | 5              | 241            | 229            | 2       | 1       | 3       | 154     | 116     | Serbian Bowl | Beograd Vukovi        |
| 2021     | 1              | 0              | 5              | 6              | 82             | 201            | -       | -       | -       | -       | -       | -            | -                     |
| 2022     | 1              | 0              | 5              | 6              | 43             | 143            | 0       | 1       | 1       | 0       | 35      | Wild Card    | Belgrade Blue Dragons |
| Totale   | 9              | 0              | 22             | 31             | 756            | 1031           | 2       | 3       | 5       | 188     | 185     |              |                       |

Fonti: Enciclopedia del Football - A cura di Roberto Mezzetti

###### Druga Liga
| Stagione | regular season | regular season | regular season | regular season | regular season | regular season | playoff | playoff | playoff | playoff | playoff | playoff           | playoff    |
|          | Vin            | Par            | Per            | Tot            | PF             | PS             | Vin     | Per     | Tot     | PF      | PS      | risultato         | avversaria |
| -------- | -------------- | -------------- | -------------- | -------------- | -------------- | -------------- | ------- | ------- | ------- | ------- | ------- | ----------------- | ---------- |
| 2016     | 2              | 0              | 4              | 6              | 68             | 95             | -       | -       | -       | -       | -       | -                 | -          |
| 2017     | 5              | 0              | 0              | 5              | 175            | 35             | -       | -       | -       | -       | -       | Campioni/Promossi | -          |
| Totale   | 7              | 0              | 4              | 11             | 243            | 130            | -       | -       | -       | -       | -       |                   |            |

Fonti: Enciclopedia del Football - A cura di Roberto Mezzetti

###### Treća Liga
| Stagione | regular season | regular season | regular season | regular season | regular season | regular season | playoff | playoff | playoff | playoff | playoff | playoff     | playoff    |
|          | Vin            | Par            | Per            | Tot            | PF             | PS             | Vin     | Per     | Tot     | PF      | PS      | risultato   | avversaria |
| -------- | -------------- | -------------- | -------------- | -------------- | -------------- | -------------- | ------- | ------- | ------- | ------- | ------- | ----------- | ---------- |
| 2015     | 3              | 0              | 1              | 4              | 102            | 63             | -       | -       | -       | -       | -       | Co-campioni | -          |
| Totale   | 3              | 0              | 1              | 4              | 102            | 63             | -       | -       | -       | -       | -       |             |            |

Fonti: Enciclopedia del Football - A cura di Roberto Mezzetti

##### Campionati giovanili

###### Juniorska Liga
| Stagione | regular season | regular season | regular season | regular season | regular season | regular season | playoff | playoff | playoff | playoff | playoff | playoff    | playoff            |
|          | Vin            | Par            | Per            | Tot            | PF             | PS             | Vin     | Per     | Tot     | PF      | PS      | risultato  | avversaria         |
| -------- | -------------- | -------------- | -------------- | -------------- | -------------- | -------------- | ------- | ------- | ------- | ------- | ------- | ---------- | ------------------ |
| 2015     | 4              | 0              | 1              | 5              | 130            | 29             | 0       | 1       | 1       | 7       | 33      | Semifinale | Kikinda Mammoths   |
| 2016     | 2              | 0              | 1              | 3              | 75             | 20             | 0       | 1       | 1       | 6       | 40      | Semifinale | Novi Sad Wild Dogs |
| 2017     | 4              | 0              | 0              | 4              | 163            | 22             | 2       | 0       | 2       | 43      | 6       | Campioni   | Inđija Indians     |
| Totale   | 10             | 0              | 2              | 12             | 368            | 71             | 2       | 2       | 4       | 56      | 79      |            |                    |

Fonti: Enciclopedia del Football - A cura di Roberto Mezzetti

###### Kadetska Liga
| Stagione | regular season | regular season | regular season | regular season | regular season | regular season | playoff | playoff | playoff | playoff | playoff | playoff   | playoff        |
|          | Vin            | Par            | Per            | Tot            | PF             | PS             | Vin     | Per     | Tot     | PF      | PS      | risultato | avversaria     |
| -------- | -------------- | -------------- | -------------- | -------------- | -------------- | -------------- | ------- | ------- | ------- | ------- | ------- | --------- | -------------- |
| 2016     | 2              | 0              | 0              | 2              | 110            | 0              | 1       | 1       | 2       | 43      | 34      | Finale    | Inđija Indians |
| 2017     | 0              | 0              | 4              | 4              | 18             | 141            | -       | -       | -       | -       | -       | -         | -              |
| Totale   | 2              | 0              | 4              | 6              | 128            | 141            | 0       | 1       | 1       | 22      | 17      |           |                |

Fonti: Enciclopedia del Football - A cura di Roberto Mezzetti

###### Pionirska Liga
| Stagione | regular season | regular season | regular season | regular season | regular season | regular season | playoff | playoff | playoff | playoff | playoff | playoff   | playoff    |
|          | Vin            | Par            | Per            | Tot            | PF             | PS             | Vin     | Per     | Tot     | PF      | PS      | risultato | avversaria |
| -------- | -------------- | -------------- | -------------- | -------------- | -------------- | -------------- | ------- | ------- | ------- | ------- | ------- | --------- | ---------- |
| 2015     | 5              | 0              | 1              | 6              | 197            | 59             | -       | -       | -       | -       | -       | -         | -          |
| 2016     | 2              | 0              | 2              | 4              | 140            | 143            | -       | -       | -       | -       | -       | -         | -          |
| 2017     | 1              | 0              | 2              | 3              | 65             | 111            | -       | -       | -       | -       | -       | -         | -          |
| Totale   | 8              | 0              | 5              | 13             | 402            | 313            | -       | -       | -       | -       | -       |           |            |

Fonti: Enciclopedia del Football - A cura di Roberto Mezzetti

### Flag

#### Seniorska Fleg Liga
| Stagione | regular season | regular season | regular season | regular season | regular season | regular season | playoff | playoff | playoff | playoff | playoff | playoff   | playoff    |
|          | Vin            | Par            | Per            | Tot            | PF             | PS             | Vin     | Per     | Tot     | PF      | PS      | risultato | avversaria |
| -------- | -------------- | -------------- | -------------- | -------------- | -------------- | -------------- | ------- | ------- | ------- | ------- | ------- | --------- | ---------- |
| 2015     | 2              | 0              | 3              | 5              | 72             | 117            | -       | -       | -       | -       | -       | -         | -          |
| Totale   | 2              | 0              | 3              | 5              | 72             | 117            | -       | -       | -       | -       | -       |           |            |

Fonti: Enciclopedia del Football - A cura di Roberto Mezzetti

#### Pionirska Fleg Liga
| Stagione | regular season | regular season | regular season | regular season | regular season | regular season | playoff | playoff | playoff | playoff | playoff | playoff      | playoff        |
|          | Vin            | Par            | Per            | Tot            | PF             | PS             | Vin     | Per     | Tot     | PF      | PS      | risultato    | avversaria     |
| -------- | -------------- | -------------- | -------------- | -------------- | -------------- | -------------- | ------- | ------- | ------- | ------- | ------- | ------------ | -------------- |
| 2015     | 6              | 0              | 0              | 6              | 271            | 81             | 5       | 1       | 6       | 173     | 145     | Quarto posto | Inđija Indians |
| 2016     | 8              | 0              | 4              | 12             | 461            | 278            | -       | -       | -       | -       | -       | -            | -              |
| 2017     | 1              | 0              | 5              | 6              | 180            | 187            | -       | -       | -       | -       | -       | -            | -              |
| Totale   | 15             | 0              | 9              | 24             | 912            | 546            | 5       | 1       | 6       | 173     | 145     |              |                |

Fonti: Enciclopedia del Football - A cura di Roberto Mezzetti

### Riepilogo fasi finali disputate
| Anno             | Luogo    | Evento    | Fase del torneo | Incontro                                       | Risultato |
| 24 giugno 2018   |          | Prva Liga | Wild Card       | Jagodina Black Hornets - Belgrade Blue Dragons | 34 - 36   |
| 22 novembre 2020 | Belgrado | Prva Liga | Serbian Bowl    | Jagodina Black Hornets - Beograd Vukovi        | 46 - 56   |
| 12 giugno 2022   |          | Prva Liga | Wild Card       | Belgrade Blue DragonsJagodina Black Hornets -  | 35 - 0    |

## Palmarès
- 1 Druga Liga (2017)
- 1 Treća Liga (2015[2])
- 2 Juniorska Liga (2017, 2018)
- 1 Pionirska Liga (2015)
- 1 Pionirska Fleg Liga (2018)